# Каясанська сільська рада
Каяса́нська сільська рада (рос. Каясанский сельский совет) — сільське поселення у складі Щучанського району Курганської області Росії.
Адміністративний центр — село Каясан.
Населення сільського поселення становить 1081 особа (2017; 1374 у 2010, 1519 у 2002).

## Склад
До складу сільського поселення входять:
| Населений пункт     | Населення, осіб (2002) | Населення, осіб (2010) |
| ------------------- | ---------------------- | ---------------------- |
| Алакуль, селище     | 174                    | 130                    |
| Калиновка, присілок | 0                      | 2                      |
| Каясан, село        | 1132                   | 1086                   |
| Півкино, селище     | 213                    | 156                    |